# Regió de l'Oresund
Per regió de l'Oresund s'entenen dos conceptes geogràfics: d'una banda la regió metropolitana de l'Oresund, que és una conurbació binacional a banda i banda de l'estret de l'Oresund, els focus principals del qual són les ciutats de Copenhaguen (Dinamarca) i Malmö (Suècia). Per altra banda existeix la Regió de l'Oresund (Øresundsregionen en danès i Öresundsregionen en suec), que és una regió geo-econòmica entre ambdós països i que inclou a la regió metropolitana en els seus termes.